# استارایا پوکروفکا (شهرستان اوزکند)
استارایا پوکروفکا (به لاتین: Staraya Pokrovka) یک روستا در قرقیزستان است که در شهرستان اوزکند واقع شده‌است. استارایا پوکروفکا ۱٬۴۷۹ نفر جمعیت دارد و ۹۰۵ متر بالاتر از سطح دریا واقع شده‌است.